# 韋恩鎮區 (印地安納州富爾頓縣)
韋恩鎮區（英語：Wayne Township）是位於美國印地安納州富爾頓縣的一個行政鎮區。

## 地方資料
根據2010年美國人口普查的數據，韋恩鎮區的面積為121.30平方千米，當中陸地面積為121.10平方千米，而水域面積為1.20平方千米。當地共有人口569人，而人口密度為每平方千米4.69人。